# Mirna vas
Mirna vas este o localitate din comuna Mokronog - Trebelno, Slovenia, cu o populație de 48 de locuitori.